# Garcinia adinantha
Garcinia adinantha är en tvåhjärtbladig växtart som beskrevs av Albert Charles Smith och Darwin. Garcinia adinantha ingår i släktet Garcinia och familjen Clusiaceae. Inga underarter finns listade i Catalogue of Life.